# Comarca de Luna

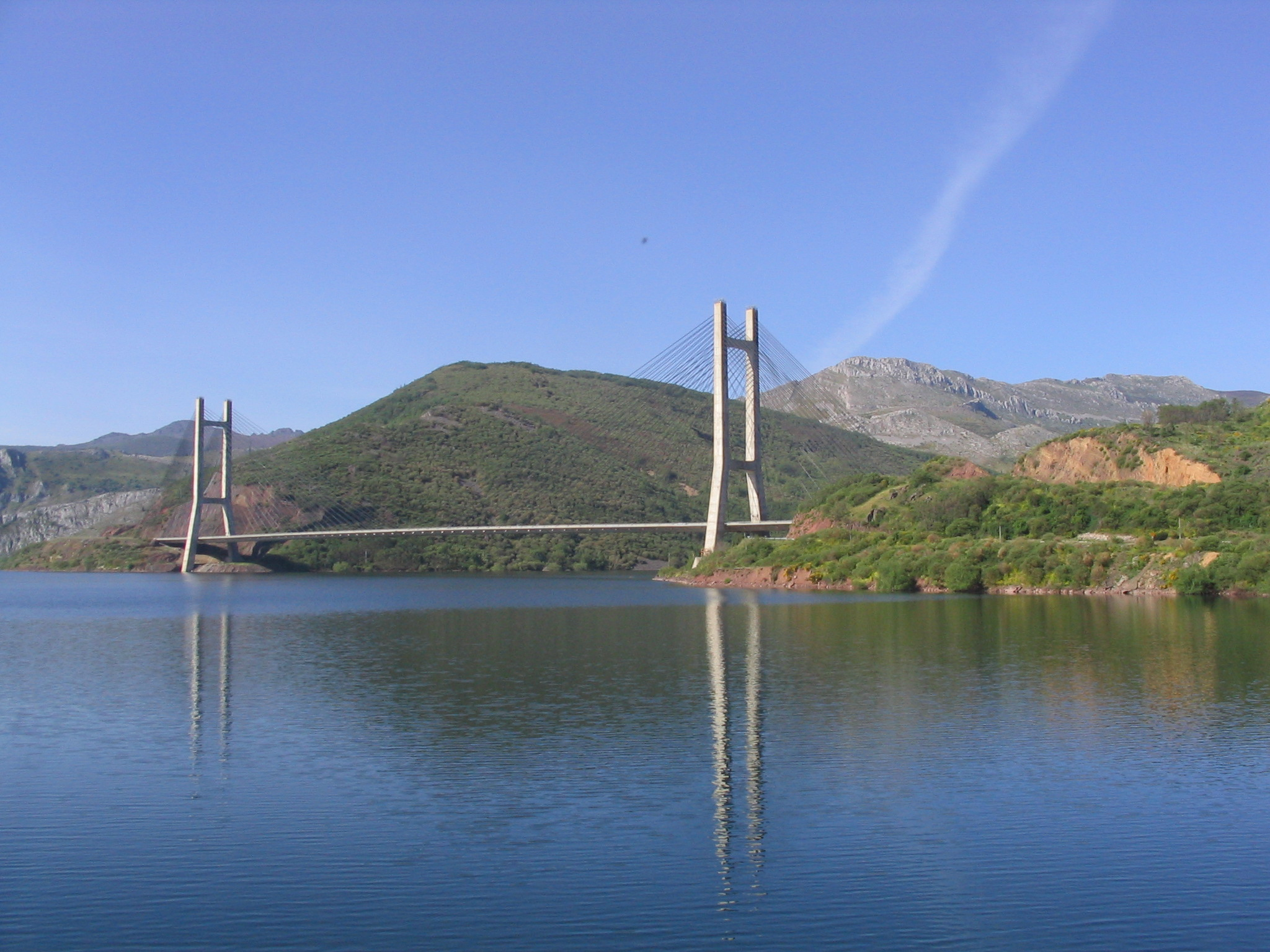
Pont Ingeniero Carlos Fernández Casado sobre l'Embassament de Barrios de Luna

Comarca de Luna és una subcomarca tradicional de la Montaña Occidental, a la província de Lleó (Comunitat autònoma de Castella i Lleó. Limita amb Astúries (al nord); les comarques tradicionals de Babia i Omaña (a l'oest); amb les comarques tradicionals de Gordón, Los Argüellos i Alba (a l'est); i les Terres d'Ordás (al sud).

## Municipis
La Comarca tradicional està formada pels municipis de: 
- Carrocera
- Los Barrios de Luna
- Sena de Luna
- Soto y Amío

## Etimologia
El nom de Luna se suposa d'origen preromà, de l'època dels asturs, habitants originaris d'aquestes terres, per la qual cosa suposa un significat diferent al satèl·lit terrestre, amb el qual es relaciona per homofonisme.

## Hidrologia
El riu Luna recorre la zona de nord-oest a sud-est, i és el que dona nom a la comarca. La part central de la comarca va ser inundada per la construcció de l'Embassament de Barrios de Luna en els anys 1950-60, raó per la qual la comarca tradicional està dividida en dues parts.

## Varietat lingüística
En la comarca es manté encara, en major o menor mesura conservat, una varietat lingüística del lleonès coneguda com parla de Luna o pachuezu. D'entre les seves característiques, destaca la palatalització de la l- i -ll- llatines en l'al·lòfon africat sord anominat che vaqueira (la representació del qual s'ha realitzat tradicionalment amb les grafies ts).